# 马尔科·布拉伊诺维奇
马尔科·布拉伊诺维奇（1920年7月17日—2010年10月16日），克罗地亚男子水球运动员。他曾代表南斯拉夫国家队参加1948年和1952年夏季奥林匹克运动会水球比赛，获得一枚银牌。